# Miraflores de la Sierra
Miraflores de la Sierra ist eine Stadt im Norden der Autonomen Gemeinschaft Madrid. Sie liegt 49 km nördlich von Madrid in einem Tal, das von den Gebirgszügen der Sierra de Guadarrama begrenzt ist. Im Ort beginnen die Landstraßen zu den Gebirgspässen Puerto de Canencia und La Morcuera. 2024 hatte die Gemeinde 7.139 Einwohner. Diese Zahl steigt in den Sommermonaten stark an.

## Geografie

### Geografische Lage
Der westliche Teil des Kastilischen Scheidegebirges (auch: Iberisches Scheidegebirge, Zentralkordillere oder Zentralsystem) ist die Sierra de Guadarrama, die die Autonome Gemeinschaft Madrid von der Autonomen Gemeinschaft Kastilien-León trennt. Auf der von hier Richtung Süd-Ost abfallenden Hochebene liegt Miraflores. Östlich der Gemeinde fließt der Arroyo del Valle in Nord-Süd-Richtung, der bei Guadalix in den aufgestauten Río Guadalix mündet. Westlich grenzt die Gemeinde an den Parque Regional de la Cuenca Alta del Manzanares, der größte Naturpark der Autonomen Gemeinschaft Madrid.

### Nachbargemeinden
Die Nachbargemeinden beginnend im Norden im Uhrzeigersinn sind Canencia, Bustarviejo im Nordosten, Guadalix de la Sierra im Südosten, Colmenar Viejo im Süden, Soto del Real im Westen und Rascafría im Nordwesten.

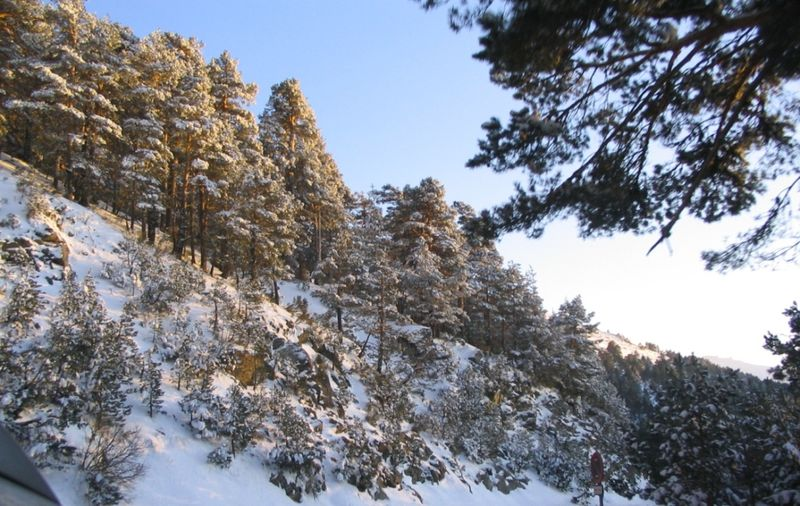
Verschneiter Pinienwald

### Klima
Miraflores de la Sierra ist geprägt von Ozeanisch-Kontinentalem Klima mit kalten Wintern mit regelmäßigen Schneefällen und heißen Sommern. Im Winter ist Skifahren möglich. Von der Hauptstadt Madrid aus sieht man im Frühjahr bei schon sommerlichen Temperaturen noch die Schneebedeckten Gipfel der Sierra de Guadarrama.
Siehe auch: Madrid: Klima

## Geschichte

### Herkunft des Namens
Gegen Mitte oder Ende des 13. Jahrhunderts wurde Miraflores de la Sierra von Siedlern aus Segovia gegründet. Der erste Name von Miraflores war Porquerizas. Dieser Name könnte von zwei unterschiedlichen Bedeutungen abstammen:
- Ort an dem Schweine gezüchtet und gehütet werden
- Ort an dem reichlich Wildschweine vorkommen

Beide dieser Erklärungen passen bestens um diesen beginnenden mittelalterlichen Weiler zu benennen.
Laut einer Legende kam es im Jahre 1627 zur Namensänderung, als Isabella von Bourbon, Gemahlin von Philipp IV. auf einer Reise zum Kartäuserkloster von Paular auf einem Plateau am Fuße des La Najarra rastete. Sie betrachtete das in der Ferne liegende Porquerizas und ihr fiel die Fülle an Blumen auf und im Überschwang ihrer Jugend rief sie: „mira, ¡flores!“ (‚Seht her, die Blumen!‘). Einer ihrer Begleiter schlug vor, den Namen des pittoresken Ortes zu ändern.

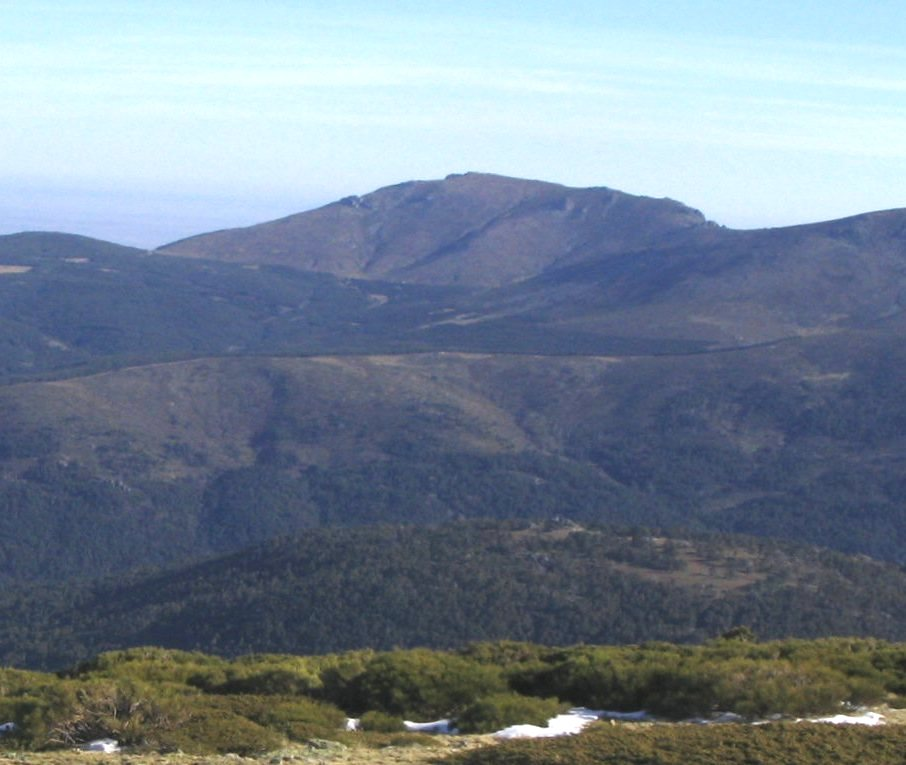
Nordseite des La Najarras
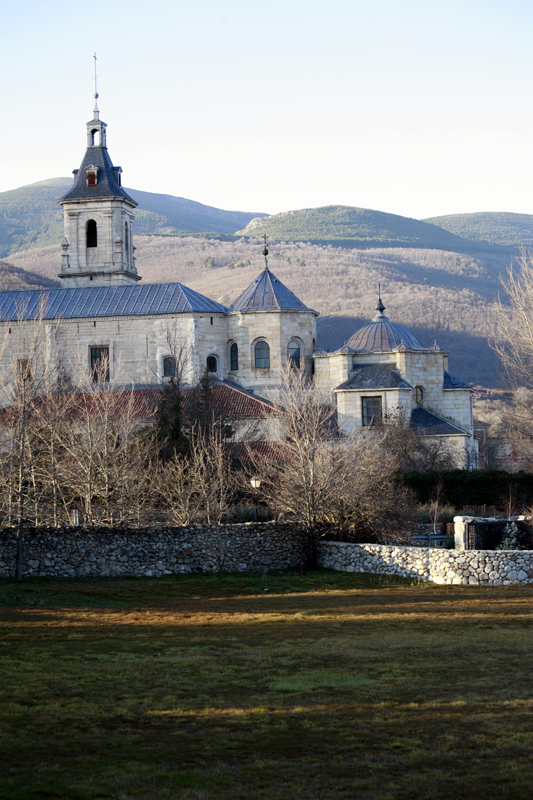
Kartäuserkloster von Paular in Rascafría
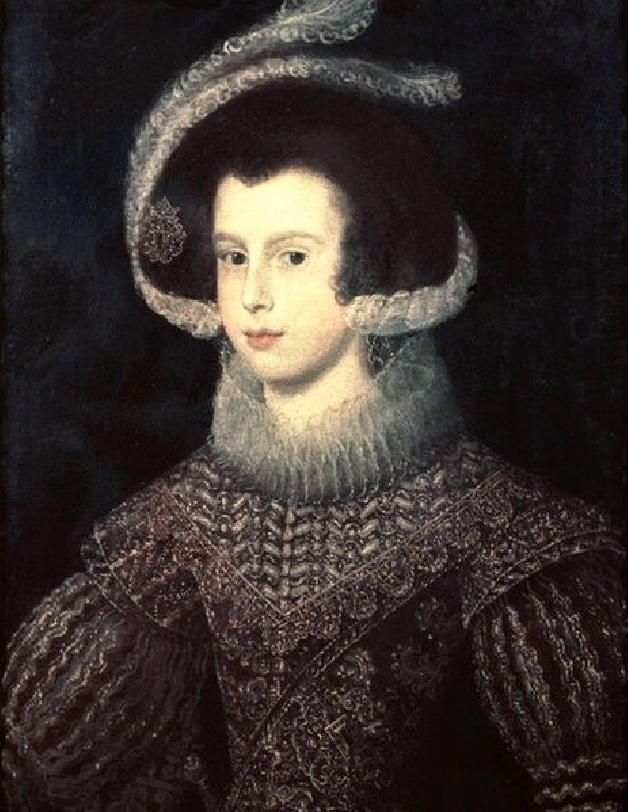
Die junge Isabella von Bourbon
Pedro González de Mendoza

### Mittelalter
Das genaue Gründungsdatum ist unbekannt. Diego Colmenares bestätigte, dass 1287 schon zwei Dörfer im Gebiet des Real de Manzanares existierten. Man nimmt heute an, dass Porquerizas unter der Regentschaft von Alfons X. von Kastilien zwischen 1252 und 1284 gegründet wurde. Man glaubt, dass der Monarch um 1268 dieses Gebiet unter seine Protektion stellte und ihm den Namen Real de Manzanares gab. Er erlaubte die Wiederbesiedlung der Gemeinden ohne Rücksicht drauf, wem die Ländereien vorher gehörten. So entstanden die Gemeinden Guadalix de la Sierra, Porquerizas, Colmenar Viejo und/oder Manzanares el Real.
Früher hieß das ganze königliche Gebiet des Heutigen Naturparks und der genannten Gemeinden Real de Manzanares, woraus unter anderem auch die heutige Gemeinde Manzanares el Real hervorging. Real (also königlich) deutet dabei auf die direkte Verfügungsgewalt des Königs hin.
1363 überließ König Johann I. dieses Gebiet an Don Pedro González de Mendoza, den Vorfahren der Grafen von Real Manzanares, der Marquis’ von Santillana und der Herzöge von El Infantado.

### Neuzeit
1501 brachte Porquerizas und andere Weiler des Real mit der Befugnis der Reyes Católicos die Gemarkungen ihrer Territorien zu Ende, da kam deswegen es zu Problemen zwischen Porquerizas und Guadalix de la Sierra und zwischen Chozas (heute: Soto del Real) und Bustarviejo.
1523 verlieh Karl I. von Spanien (Kaiser Karl V. des Heiligen Römischen Reiches) die Stadtrechte an Miraflores. Somit hörte die juristische Abhängigkeit von Manzanares auf. Es gehörte aber weiterhin zu Herrschaft der Grafen des Infantado.

### Moderne (19. und 20. Jahrhundert)
Zu Beginn des 19. Jahrhunderts war die Stadtverwaltung Anhänger des nationalen Verteidigungsrates gegen die napoleonischen Truppen. Miraflores de la Sierra beherbergte viele Partien des Guerrilleros Abril, der sich 1812 während des Spanischen Unabhängigkeitskriegs diverse Geplänkel mit den Franzosen lieferte.
Seit Ende des 19. Jahrhunderts ist der Ort als Naherholungsort bekannt und seine Umgebung zieht auch viele Ausflügler an, die von hier aus die Wanderwege der Gebirgspässe Canencia und Morcuera erkunden.

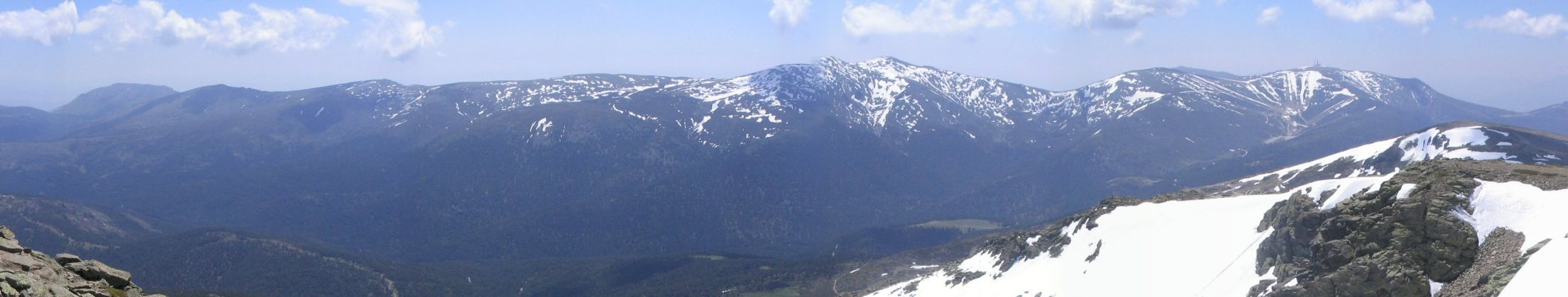
Wandergebiet der Cuerda Larga (Sierra de Guadarrama) bei Miraflores

## Bevölkerung

### Bevölkerungsentwicklung
In nur 15 Jahren von 1991 bis 2006 hat sich die Bevölkerung von Miraflores verdoppelt. 1991 lebten 2.636 Miraflorenser und Miraflorenserinnen in der Gemeinde, 1996 waren es 3.365, 2001: 3.928, 2004: 4.741 und 2006 schon 5.344.
|                      | 1991  | 1996  | 2001  | 2004  | 2006  |
| Einwohnerentwicklung | 2.636 | 3.365 | 3.928 | 4.741 | 5.344 |

### Religionen
Als Teil des ländlichen, wenig industrialisierten Spaniens gehört Miraflores zu España Negra, dem tief-katholischen Spanien mit einem noch höheren Anteil an Katholiken als in den urbanen Zentren Spaniens.
Siehe auch:  Religion und Weltanschauung in Spanien

## Politik

### Gemeinderat
An den Gemeinderatswahlen 2007 entfielen auf die Partido Popular (Konservative) 1.510 Stimmen (54,47 %) somit 7 Gemeinderäten (Concejales), auf die PSOE (Sozialdemokraten) 813 Stimmen (29,33 %) somit 4 Gemeinderäten und die IU-CM (Linke) 397 Stimmen (14,32 %) somit 2 Gemeinderäte. Somit löste gegenüber der Wahl von 2003 die PP die PSOE als stärkste Partei ab. Die Zahl der Gemeinderäte stieg von 11 auf 13.
| Gemeindewahlen  | 1987 | 1991 | 1995 | 1999 | 2001 | 2007 |
| Izquierda Unida | 0    | 0    | 0    | 0    | 0    | 2    |
| Partido Popular | 1    | 8    | 7    | 5    | 5    | 7    |
| PSOE            | 4    | 3    | 4    | 6    | 6    | 4    |
| andere          | 6    | 0    | 0    | 0    | 0    | 0    |
| total           | 11   | 11   | 11   | 11   | 11   | 13   |

Bürgermeister von Miraflores de la Sierra ist Pablo Altozano Soler.

## Kultur und Sehenswürdigkeiten

### Sehenswürdigkeiten
- Kirche in der Altstadt[6]

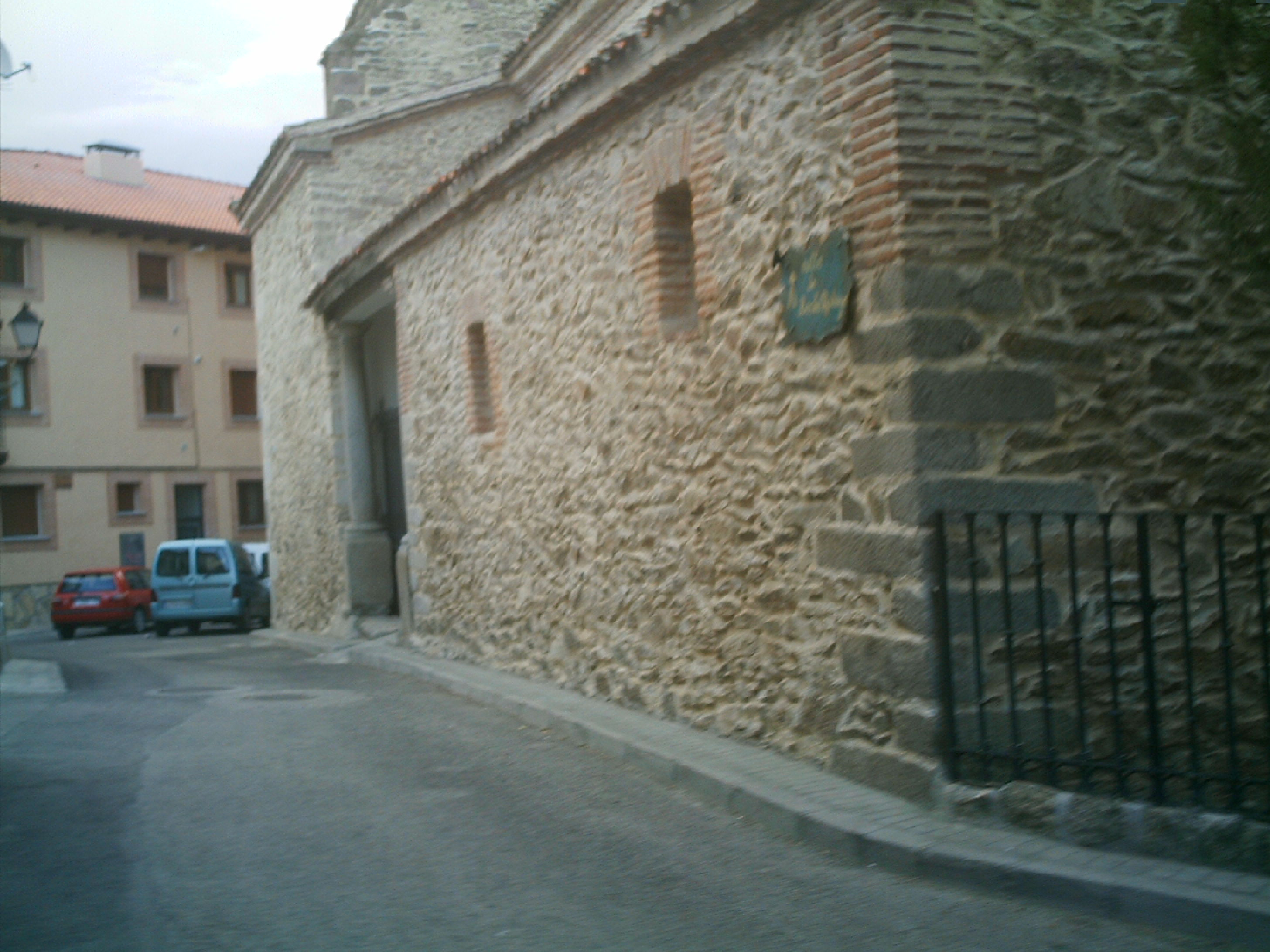
Kirche von Miraflores

- Fuente Nueva (Neuer Brunnen) in der Calle Mayor, wurde 1791 an Stelle einer Fuente Vieja erbaut. Diente früher auch als Pferdetränke für Reisende und als öffentlicher Waschplatz für die Bevölkerung.
- La Vieja Estación (Alter Bahnhof) an der Eisenbahnlinie Madrid-Irún. Der Bahnhof dient heute als Restaurant.
- Plaza de Toros (Stierkampfarena).
- El Álamo (Die alte Ulme). Eine altehrwürdige Ulme aus dem 18. Jahrhundert, die in den Jahren 1989 / 1990 einging. Der Spanische Literatur-Nobelpreisträger von 1977 Vicente Aleixandre, der seit 1925 seine Sommer in Miraflores verbrachte, widmete diesem Baum ein Gedicht.

### Naturpark
Siehe: Biosphärenreservat Cuenca Alta del Río Manzanares (spanisch: Reserva de la Biosfera de la Cuenca Alta del Río Manzanares)

### Stadtfeste
- 3. Februar: San Blas
- 15. Mai: San Isidoro
- 15. August: Feiern zu Ehren der Ortspatronin, der Heiligen Jungfrau de la Asunción (Sante Maria Asunta)

## Wirtschaft und Infrastruktur

### Verkehr
- Miraflores ist von Madrid aus über die (richtungsgetrennte) Landstraße von Colmenar Viejo M-607 zu erreichen.
- Über die Autobahn Madrid-Burgos A-1 ist Miraflores über Guadalix erreichbar.
- Durch eine Autobuslinie ist Miraflores mit Colmenar Viejo verbunden, wo sich ein Bahnhof der Cercanías de Madrid befindet. Die Buslinie verkehrt auch bis nach Madrid.

### Söhne und Töchter der Stadt
- Gerardo Vera,  Kostümbildner, Schauspieler, Film- und Theaterregisseur